# WrestleMania IX
WrestleMania IX est la neuvième édition de la série évènementielle WrestleMania, réunion annuelle de catch (Lutte Professionnelle) présentée, organisée et produite par la World Wrestling Entertainment, et vidéo-diffusée selon le principe du paiement à la séance (pay-per-view).  Cet évènement s'est déroulé le 4 avril 1993 en plein air — une première pour l'évènement, avant WrestleMania XIX dix ans plus tard — au Caesars Palace de Las Vegas, dans l'état américain du Nevada.
WrestleMania IX était construit autour de deux évènements : Yokozuna défiant Bret Hart pour le Championnat de la WWF, un droit qu'il a récupéré en remportant le Royal Rumble 1993, étant d'ailleurs le premier homme à bénéficier de l'avantage causé par la victoire au Royal Rumble match (bien que Hulk Hogan ait gagné le Royal Rumble 1991 et affronté Sergeant Slaughter à WrestleMania VII, cette occasion n'était pas une conséquence directe de cette victoire) ; et le retour de Hulk Hogan, qui entretemps avait délaissé la WWF après WrestleMania VIII.
Les commentaires étaient assurés par Jim Ross, qui faisait ici ses débuts aux commentaires d'un évènement de la WWF en remplacement de Gorilla Monsoon ; accompagné par Macho Man Randy Savage et Bobby The Brain Heenan.
En France, l'évènement est sorti en VHS (Film Office Distribution) sous le nom "WrestleMania IX - Les Superstars du catch" et les commentaires sont assurés par Raymond Rougeau et Guy Hauray.

## Résultats
| #                                                          | Résultats | Stipulations                                           | Commentaires | Durée |
| ---------------------------------------------------------- | --- | ------------------------------------------------------ | --- | ----- |
| Dark match                                                 | Tito Santana bat Papa Shango | Match simple                                           | - Santana a effectué le tombé sur Shango. | 08:00 |
| 1                                                          | Tatanka (avec Sensational Sherri) bat Shawn Michaels (avec Luna Vachon) (c) par décompte à l'extérieur.                                                                             | Match simple pour le WWF Intercontinental Championship | - Michaels était décompté à l'extérieur, et conservait donc le titre. | 18:13 |
| 2                                                          | The Steiner Brothers (Rick et Scott) battent The Headshrinkers (Fatu et Samu) (avec Afa)                                                                                            | Match par équipe                                       | - Scott a effectué le tombé sur Samu après un Frankensteiner. | 14:22 |
| 3                                                          | Doink the Clown (Matt Bourne) bat Crush | Match simple                                           | - Doink a effectué le tombé sur Crush après la distraction d'un deuxième Doink sur Crush et l'arbitre, permettant à Bourne de frapper Crush par derrière avec une arme. | 08:28 |
| 4                                                          | Razor Ramon bat Bob Backlund | Match simple                                           | - Ramon a effectué le tombé sur Backlund avec un roll-up. | 03:45 |
| 5                                                          | Money Inc. (c) (The Million Dollar Man Ted DiBiase et Irwin R. Schyster) battent The Mega-Maniacs (Hulk Hogan et Brutus The Barber Beefcake) (avec Jimmy Hart) par disqualification | Match par équipe pour le WWF Tag Team Championship     | - Les Mega-Maniacs étaient disqualifiés après une intervention d'Hart. | 18:27 |
| 6                                                          | Lex Luger bat Mr. Perfect | Match simple                                           | - Luger a effectué le tombé sur Perfect avec un backslide, malgré le fait que Perfect avait ses deux pieds qui touchaient les cordes (rope break). | 10:56 |
| 7                                                          | L'Undertaker (avec Paul Bearer) bat Giant Gonzalez (avec Harvey Wippleman) par disqualification                                                                                     | Match simple                                           | - Gonzalez fut disqualifié pour avoir essayé d'endormir l'Undertaker avec du chloroforme. - La série d'invincibilité de l'Undertaker à Wrestlemania, atteint 3-0 après cette victoire. | 07:33 |
| 8                                                          | Yokozuna (avec Mr. Fuji) bat Bret The Hitman Hart (c) | Match simple pour le WWF Championship                  | - Yokozuna a effectué le tombé sur Hart après que Fuji eût jeté du sel dans les yeux d'un Hitman alors en train d'appliquer le Sharpshooter sur Yokozuna. | 08:55 |
| 9                                                          | Hulk Hogan bat Yokozuna (c) (avec Mr.Fuji) | Match simple pour le WWF Championship                  | - Hogan effectue le tombé sur Yokozuna après une Clothesline suivi d'un Leg Drop. - À noter que pendant le match, Mr.Fuji a tenté de jeter du sel sur Hulk, mais Hogan a esquivé, permettant à Yokozuna d'encaisser le sel à la place de Hogan. - Ce fût la dernière fois que Hulk Hogan combattait pour un titre à Wrestlemania. - Ce fût la première défaite en un contre un de Yokozuna à la WWF. | 00:22 |
| (c) désigne le champion défendant son titre dans le match. | |                                                        | |       |